# Мазаракис-Эниан, Константинос
Константинос Мазаракис-Эниан (греч. Κωνσταντίνος Μαζαράκης — Αινιάν Нафплион 1869 — Афины 1949) — известный греческий офицер, участник борьбы за Македонию, участник Балканских и Первой мировой войн, генерал-лейтенант, писатель -историк.

## Биография
Константинос Мазаракис-Эниан родился в 1869 году в городе Нафплион. Переехал с семьёй в город Пирей, где и окончил гимназию. Поступил в офицерское училище в Афинах и закончил его в звании младшего-лейтенанта артиллерии.
Принял участие в греко-турецкой войне 1897 года.

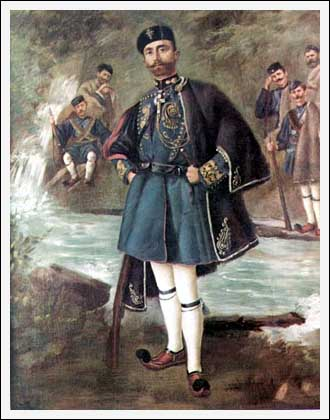

## Македония
Ещё до начала греко-турецкой войны 1897 года, Мазаракис принял участие в организации, подготовке и отправке в Македонию партизанских отрядов «Национальной Этерии», вместе с офицерами Мелас, Павлос, Х.Фотиадис и др. Подготовка происходила в лагере города Каламбака.
После поражения 1897 года и роспуска «Национальной Этерии», многие офицеры, такие как Павлос Мелас и братья Константин и Александр Мазаракисы, продолжали проявлять свой интерес к Македонии и использовали картографическую службу армии для отправки оружия в Македонию.
Новый этап в противоборстве Греции с другими балканскими государствами, в основном с Болгарией, на территории османской Македонии, начался с назначение Коромиласа консулом в Фессалоники.
Для организации подпольной и партизанской борьбы в Македонии, одновременно против османских властей и болгарских четников, Коромилас призвал в консульство группу офицеров, в качестве секретарей. Младший лейтенант Мазаракис прибыл под фамилией Стергиакис, а его брат Мазаракис-Эниан, Александрос — под фамилией Иоаннидис.
В качестве торговца, Мазаракис объездил весь регион Западная Македония, организовывая сеть поддержки партизанских отрядов. Ему удалось даже сделать агентом и поставить на жалованье консульства местного начальника полиции, Нури-бея.
Мазаракис, из консульства в Фессалоники, разработал план действий. План предусматривал концентрацию сил в Морихово, юго-восточнее города Монастир (ныне Битола), в качестве плацдарма. Предусматривался контроль зоны от городов Кастория и Монастир до города Эдеса и севернее равнины и озера города Яница и города Науса, а затем далее, к востоку от реки Аксиос (Вардар), с направлением Дойранское озеро и к городам Сере и Драма. Для операций предусматривалось создание 11 больших партизанских отрядов, которые должны были любой ценой сохранить коммуникацию между собой.

## Капитан Акритас
Мазаракис и другие офицеры, служившие в консульстве в Салониках, вернулись в королевство Греция, для организации партизанских отрядов и возвращения в Македонию. Отряды, пройдя подготовку в лагере афинского пригорода Вулиагмени, весной 1905 года стали проникать в регион Центральная Македония. Как и все офицеры греческой армии, Мазаракис избрал себе псевдоним Акритас (Καπετάν Ακρίτας, от пограничных акритов в византийской истории). 18 апреля (1 мая) отряд капитана Акритаса и Гарефиса, в 35 бойцов, вместе с отрядами Буаса, Кодроса и Матапаса, отправились на пароходе «Кефалиния» («Κεφαλληνία») к устью реки Пиньос и высадились 29 апреля (12 мая) в районе села Айос-Иоанис. Здесь отряды разделились. Акритас и Буас направились в горы Пиерия, северо-западнее Олимпа, где противостояли османской армии, и в регион городов Эдеса и Науса, где ввязались в бои с болгарскими четниками. 14 (27) мая отряды Буаса и Акритаса разделились. Акритас и Гарефис остались на горе Вермион. Здесь капитан Акритас начал организацию отрядов из местной молодёжи. К концу осени распространил свою деятельность с горы Вермион до горы Пайкон и в Морихово.
Согласно собственным убеждениям и инструкциям Коромиласа, Акритас не преследовал военных столкновений, кроме самообороны, ни с османскими властями, ни с болгарскими четниками. Его деятельность, за редкими исключениями, была в основном политической. В болгарской историографии она получила название «греческая военная пропаганда в Македонии».
Французский журналист Pillares, посетивший Акритаса на горе Вермион, был удивлён дисциплиной в отряде и убедился в том, что его деятельность — это деятельность апостола национальной идеи, а не головореза.
После своего путешествия по Македонии и изучения ситуации на месте, Pillares, в свой книге «l' imbroglio macedonien», стал поддерживать греческие права на Македонию, опровергая завышенную болгарскую этнографическую статистику.
Деятельность Акритаса вызвала реакцию османских властей, которые к концу 1905 года объявили о вознаграждении за его голову. Опасаясь обнаружения его настоящего имени, как греческого офицера, консул Коромилас был вынужден отозвать его. Но имя капитан Акритас и его печать остались в регионе за его заместителем.

## Последующие годы
Константин Мазаракис-Эниан принял участие в двух Балканских войнах в звании лейтенанта.
В 1916 году, командуя уже полком артиллерии в Фессалоники, принял участие в Национальном движении на стороне Элефтериоса Венизелоса и сторонников вступления Греции в Первую мировую войну.
В 1919 году, в звании генерал-майора, возглавил дивизию Ксанти и принял участие в незначительных операциях по занятию Восточной Фракии.
Греческая армия Восточной Фракии, не принявшая активного участие в войне против кемалистов, по настоянию союзников по Антанте и после Муданийского перемирия, оставила Восточную Фракию без боя.
Константин Мазаракис-Эниан ушёл в отставку в 1926 году в звании генерал-лейтенанта.
В 1937 году в Афинах издал мемуары, под заголовком «Македонская борьба» (Ο Μακεδονικός Αγώνας), важный источник историографии этого периода.
Мазаракис подарил альбом 70 фотографий периода Македонской борьбы писательнице -историку Антигоне Беллу-Трепсиаду. Этот альбом Беллу предоставила греческому художнику Димитриосу Бискинису, при иллюстрировании книги Пенелопы Дельта «Тайны болота» («Τα μυστικά του βάλτου», 1937).

## Память
В 1955 году село Буфи (Μπούφι) было переименовано в Акритас, по имени, которое носил в годы борьбы за Македонию Константинос Мазаракис-Эниан.